# Нестурх, Фёдор Павлович
Фёдор Па́влович Не́стурх (1857, Одесса, Херсонская губерния, Российская империя — 1936, Одесса, УССР, СССР) — украинский и советский архитектор, городской архитектор г. Пскова и г. Одессы, художник, педагог, общественный деятель.

## Биография
Родился в бедной семье рабочего литографии.
В августе 1878 года поступил учеником в Академию художеств в Санкт-Петербурге. После десяти лет учёбы в Академии получил диплом художника-архитектора 1 степени. Студенческие работы были удостоены большой и малыми золотыми медалями Академии.
С 26 июня 1888 года — временно исполняющий обязанности архитектора г. Пскова. 3 ноября 1888 года утверждён городской думой городским архитектором г. Пскова. За работу в Пскове награждён орденом Святого Станислава 3-й степени.
С 1900 по 1902 год — инженер-контролёр при градоначальнике г. Одессы. С 1902 по 1922 год — городской архитектор г. Одессы.
Профессор Одесского художественного училища. Уволен в 1933 году, как «социально чуждый рабочим и крестьянам Одессы элемент».

Похоронен на Втором Христианском кладбище Одессы (уч. 22).

### Общественная деятельность
Ф. П. Нестурх был участником многих обществ (возглавлял архитектурный отдел Одесского отделения Русского Технического общества, Одесское общество архитекторов-художников), съездов, активно печатался в прессе.
Был одним из активнейших деятелей одесских украинских культурологических организаций, первых в Российской империи, — «Просвіти», «Українского клубу», «Українскої Хати», где выступал с докладами, принимал участие в музыкальных вечерах. С воодушевлением воспринял революцию 1917 г. на Украине. Был сторонником независимой Украины.

## Архитектурные работы

### В Пскове
Городская скотобойня (ныне — мясокомбинат), казармы для 1-го батальона 94-го Енисейского полка (здание сгорело в 1908), перестройка богадельни на Завеличье, полицейского управления на Великолуцкой улице, сооружение ограды Кутузовского сада. По заказу коммерческого банка построена контора на пересечении Псковской и Великолуцкой улиц (Профсоюзной и Советской) (сгорела в 1941). Доходные дома и частные особняки для А.В Адлерберга, усадебный дом в с. Быстрецово Н. Ф. Фан-дер-Флита, пригородная усадьба «Берёзка» барона Н. Н. Медема и других. В 1896 году построен четырёхэтажный дом для А. Ф. Гессе на ул Сергиевской. В 1897-1899 возведено Епархиальное училище на углу Успенской (Калинина) и Спасской (Детская) улиц.

### В Одессе

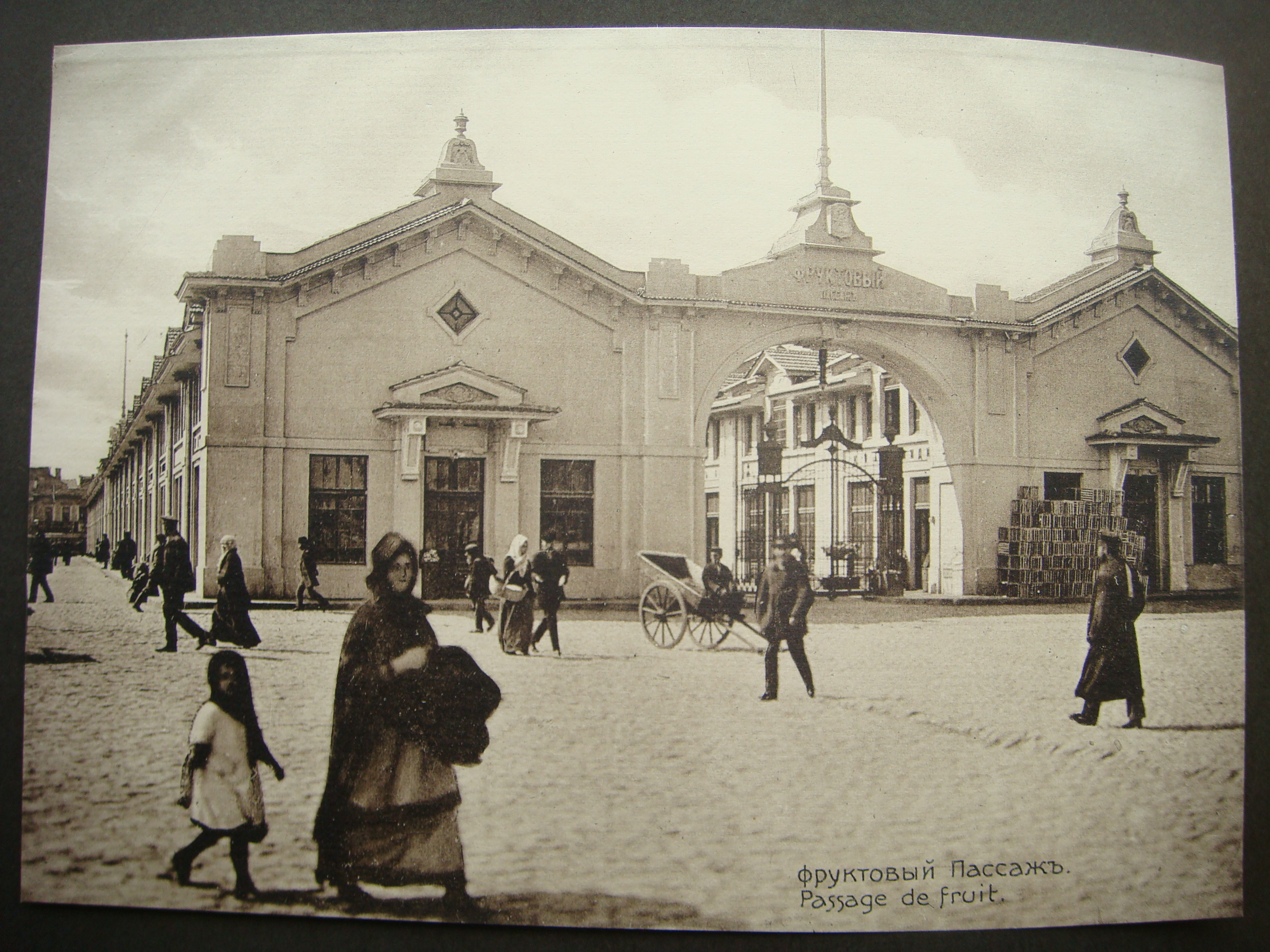
Вид на Фруктовый пассаж Привоза в начале XX века

Одноэтажный фасадный корпус Станции скорой помощи в Валиховском переулке, здание Городской публичной библиотеки на улице Херсонской (ныне — улица Пастера), корпус для Нервнобольных Новой больницы на Слободке, морские ванны и купальни на Большом Фонтане, городские купальни в Отраде, «Фруктовый пассаж» на рынке «Привоз», корпус Высших женских курсов на улице Торговой. Строил городскую осветительную станцию и газовый завод, после пожаров перестраивал театр А. И. Сибирякова (нынешний Одесский академический украинский музыкально-драматический театр им. В. Василько) и принимал участие в восстановлении городского оперного театра.

## Адрес в Одессе
С 1916 до своей кончины в 1936 Ф. П. Нестурх жил в доме № 18 по улице Княжеской.

## Жена и дети
Жена: Нестурх Мария Эмильевна (в девичестве Термен; 1863—10 марта 1942, Ленинград) — умерла в блокадном Ленинграде.

Дети:
- Михаил Фёдорович (1895—1979) — советский учёный, биолог и антрополог, профессор МГУ.
- Лидия Фёдоровна — пианистка
- Георгий Фёдорович (1881—1942) — специалист по статистике, работал в Государственном Институте Сооружений, ГТП «Картоиздательстве Наркомата внутренних дел РСФСР», Отделе планировки Моссовета, Центральной строительной библиотеке в Москве.
- Кирилл Фёдорович (1890—1941, Ленинград) — советский учёный-физик, педагог, работал в ряде научно-исследовательских и учебных институтов, умер в блокадном Ленинграде.
- Мария Фёдоровна — училась на архитектурных курсах в Одессе (не окончила), жена инженера-химика, профессора МГУ Дмитрия Константиновича Андреева, невестка известного русского математика, профессора МГУ Константина Алексеевича Андреева, с 1920 г. в эмиграции во Франции, мать Константина Дмитриевича Андреева (род. 1927, Кламар под Парижем) — известного французского архитектора, педагога.